# Moja bogda sna
Moja bogda sna è il primo album in studio da solista del cantante bosniaco Dino Merlin, pubblicato nel 1993 dopo i cinque pubblicati con il suo gruppo Merlin.

## Tracce
Testi e musiche di Dino Merlin eccetto dove indicato.

1. Moja bogda sna
2. Prokletog me Bog stvorio
3. Šta će mi sad ljubav?
4. Ti i ja (Sarajevski veliki park) (Zlatko Arslanagić)
5. Ako me ikada sretneš
6. Da se kući vratim
7. Ostat' će istine dvije (kao nikada prije) (Dino Merlin, Prince Rogers Nelson)
8. Zaboravi (Dino Merlin, Sezen Aksu)
9. Poljubih te sinoć
10. Vojnik sreće